# Anomalia del Sud Atlantico

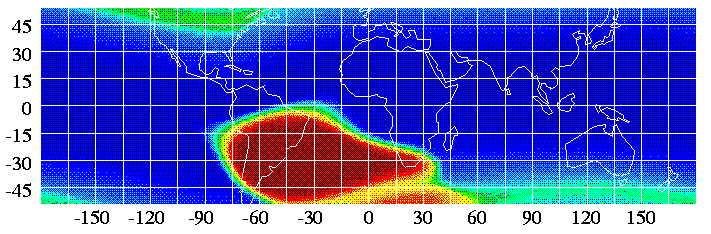
La SAA rilevata dal satellite ROSAT ad una altitudine di circa 560 km.

L'anomalia del Sud Atlantico o SAA (South Atlantic Anomaly) è una zona del campo geomagnetico caratterizzata da un valore di intensità magnetica inferiore rispetto al campo medio generato dal dipolo magnetico; la SAA comprende la maggior parte del Sud Atlantico e parti del Sud America, Sud Africa e Antartide.

## La causa del fenomeno

Il disallineamento tra asse di rotazione e asse magnetico e la bassa quota delle fasce di Van Allen sull'Atlantico meridionale (lato destro dell'immagine).

In questa area la parte inferiore delle fasce di Van Allen è più vicina alla superficie del pianeta: a parità di altezza rispetto al livello del mare, l'intensità delle radiazioni della fascia di Van Allen è più elevata rispetto a quella del resto della superficie terrestre.
Le fasce di Van Allen sono simmetriche rispetto all'asse del campo magnetico terrestre, mentre questo è inclinato di circa 11° rispetto all'asse di rotazione della Terra e decentrato di circa 450 km rispetto al centro della Terra. Queste caratteristiche di inclinazione e decentramento del campo magnetico fanno sì che la parte più interna delle fasce di Van Allen sia più vicina alla superficie terrestre sopra l'oceano Atlantico meridionale e più lontana sopra l'oceano Pacifico settentrionale.

## Descrizione
Le dimensioni della SAA aumentano con l'altitudine. A un'altezza di circa 500 chilometri, l'anomalia si estende dalla latitudine geografica 0° a −50° e in longitudine da 90° ovest a 40° est. Inoltre la forma della SAA varia nel tempo: dalla scoperta iniziale, verso la fine degli anni cinquanta, il confine sud è rimasto approssimativamente costante mentre un'espansione di lunga durata è stata misurata verso settentrione (tra nord-ovest e nord-est) e verso est. Sia la forma della SAA, sia la densità delle particelle cariche che la attraversano variano anche su base giornaliera, con una maggiore densità di particelle cariche in corrispondenza del mezzogiorno locale.

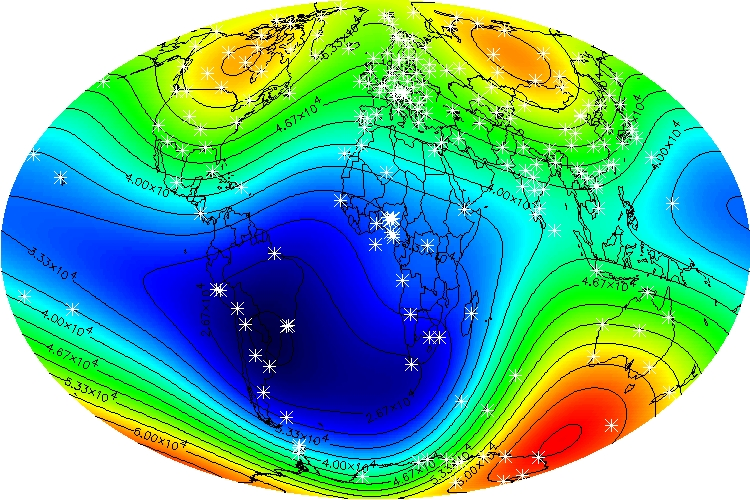
Visione globale del campo magnetico terrestre.

La parte più intensa della SAA si sta spostando verso ovest a una velocità di circa 0,3° di longitudine all'anno, velocità molto simile alla rotazione differenziale tra il nucleo della Terra e la superficie della Terra, stimata tra 0,3° e 0,5° gradi di longitudine annua.

## Possibile correlazione con l'inversione del campo magnetico
Alcuni ricercatori credono che l'anomalia sia un effetto secondario dell'inizio di un'inversione magnetica: la letteratura esistente sull'argomento riporta il lento indebolimento del campo magnetico terrestre come una delle varie cause dei cambiamenti dei confini della SAA dalla sua scoperta a oggi. Quello che è certo è che il campo magnetico si sta indebolendo e che le fasce di Van Allen si avvicineranno alla superficie terrestre, allargando di conseguenza l'area della SAA.

## Effetti sulle attività aerospaziali
L'anomalia del Sud Atlantico produce importanti conseguenze per i satelliti artificiali e per altri veicoli spaziali che orbitano intorno alla Terra. Questi oggetti, muovendosi a diverse centinaia di chilometri dalla superficie terrestre, finiscono per transitare periodicamente all'interno della SAA; quando ciò accade si trovano esposti a forti radiazioni per la durata di parecchi minuti. La progettazione della Stazione spaziale internazionale ha richiesto una schermatura supplementare per limitare questo problema, poiché l'inclinazione della sua orbita la porta a passare periodicamente attraverso la SAA. Per lo stesso motivo il telescopio spaziale Hubble e altri satelliti artificiali devono sospendere le osservazioni quando attraversano l'anomalia.